# Kızıltahta, Karataş
Kızıltahta là một xã thuộc huyện Karataş, tỉnh Adana, Thổ Nhĩ Kỳ. Dân số thời điểm năm 2009 là 178 người.